# Řád Adolfa Nasavského
Řád Adolfa Nasavského, celým názvem Řád za občanské a vojenské zásluhy Adolfa Nasavského (francouzsky Ordre du Mérite Civil et Militaire d'Adolphe de Nassau, německy Herzoglich Nassauischer Militär- und Civil-Verdienst-Orden Adolphs von Nassau), je státní vyznamenání Lucemburského velkovévodství založené v roce 1858. Velmistrem řádu je lucemburský velkovévoda. Udílen je za služby státu a monarchovi občanům Lucemburska i cizincům.

## Historie a pravidla udílení
Řád byl založen 8. května 1858 nasavským vévodou Adolfem. Pojmenován byl na počest jeho předka nasavského hraběte a pozdějšího římskoněmeckého krále Adolfa Nasavského. I po roce 1866, kdy bylo Nasavské vévodství připojeno k Prusku a Adolf se roku 1890 stal lucemburským velkovévodou, zůstal řád zachován v rámci Lucemburského velkovévodství.
Členství v řádu je přístupné nejen občanům Lucemburska, ale i cizincům a řád je často udílen jako diplomatické vyznamenání. Držitelé křížů a medailí se však členy řádu nestávají.  Řád byl využíván i během druhé světové války k vyznamenávání spojeneckých důstojníků, kteří se zasloužili o osvobození Lucemburska od německé okupace. Vzhledem k malé velikosti země a s tím spojené malé roli Lucemburska v bojových operací, nebyl řád během války udílen tak často jako jiná lucemburská vyznamenání, například Válečný kříž.
Princezny a princové z velkovévodské dynastie jsou nositeli tohoto řádu ve třídě velkokříže od svého narození, ale řádové insignie mohou nosit až od věku osmnácti let.

## Insignie
Řádový odznak má tvar zlatého bíle smaltovaného maltézského kříže s hroty zakončenými kuličkami. Uprostřed je kulatý medailon se zlatým korunovaným písmenem A. Medailon je obklopen modře smaltovaným kruhem, v horní části se zlatou vavřínovou korunou a ve spodní části se zlatým nápisem VIRTUTE. Na zadní straně medailonu jsou na bíle smaltovaném pozadí dva letopočty vyvedené zlatými číslicemi: 1292, rok kdy se Adolf Nasavský stal římskoněmeckým králem a 1858, rok založení řádu. V případě vojenské divize jsou navíc pod středovým medailonem dva zkřížené meče. Třídy řádu s korunou mají navíc zlatou korunu umístěnou nad odznakem.
Řádová hvězda má v případě velkokříže tvar osmicípé hvězdy a v případě velkodůstojníka má podobu fasetovaného stříbrného maltézského kříže. Uprostřed je v obou případech kulatý medailon shodný s medailonem na odznaku. U vojenské divize jsou pod medailonem navíc dva zkřížené meče.
Kříž je vyroben ze zlata nebo stříbra a je bez smaltu. Medaile kulatého tvaru je vyrobena ze zlata, stříbra nebo bronzu. Je na ni portrét nasavského vévody Adolfa.

Stuha z hedvábného moaré je modrá s úzkými oranžovými proužky lemujícími oba okraje.

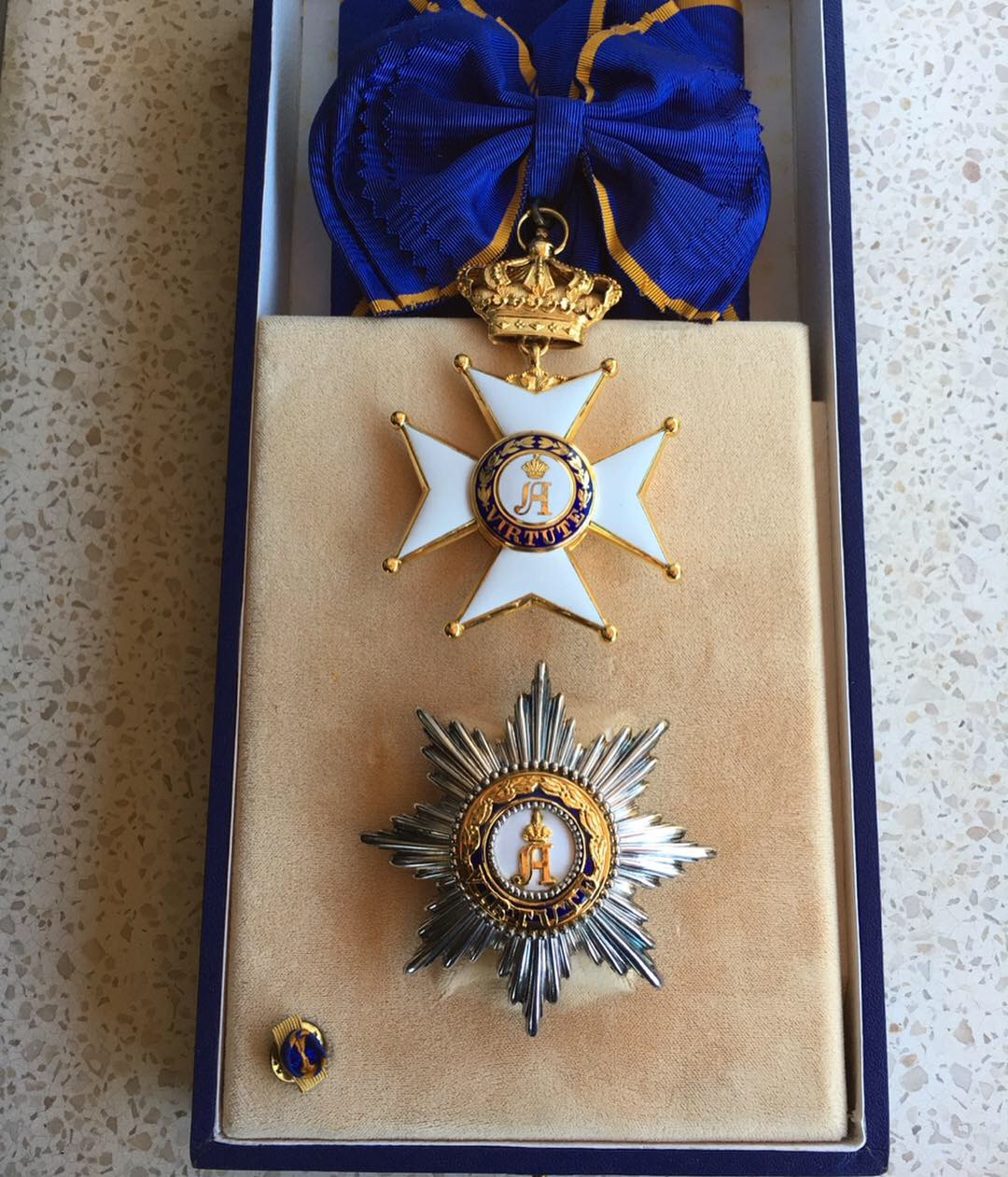
Insignie řádu třídy velkokříže
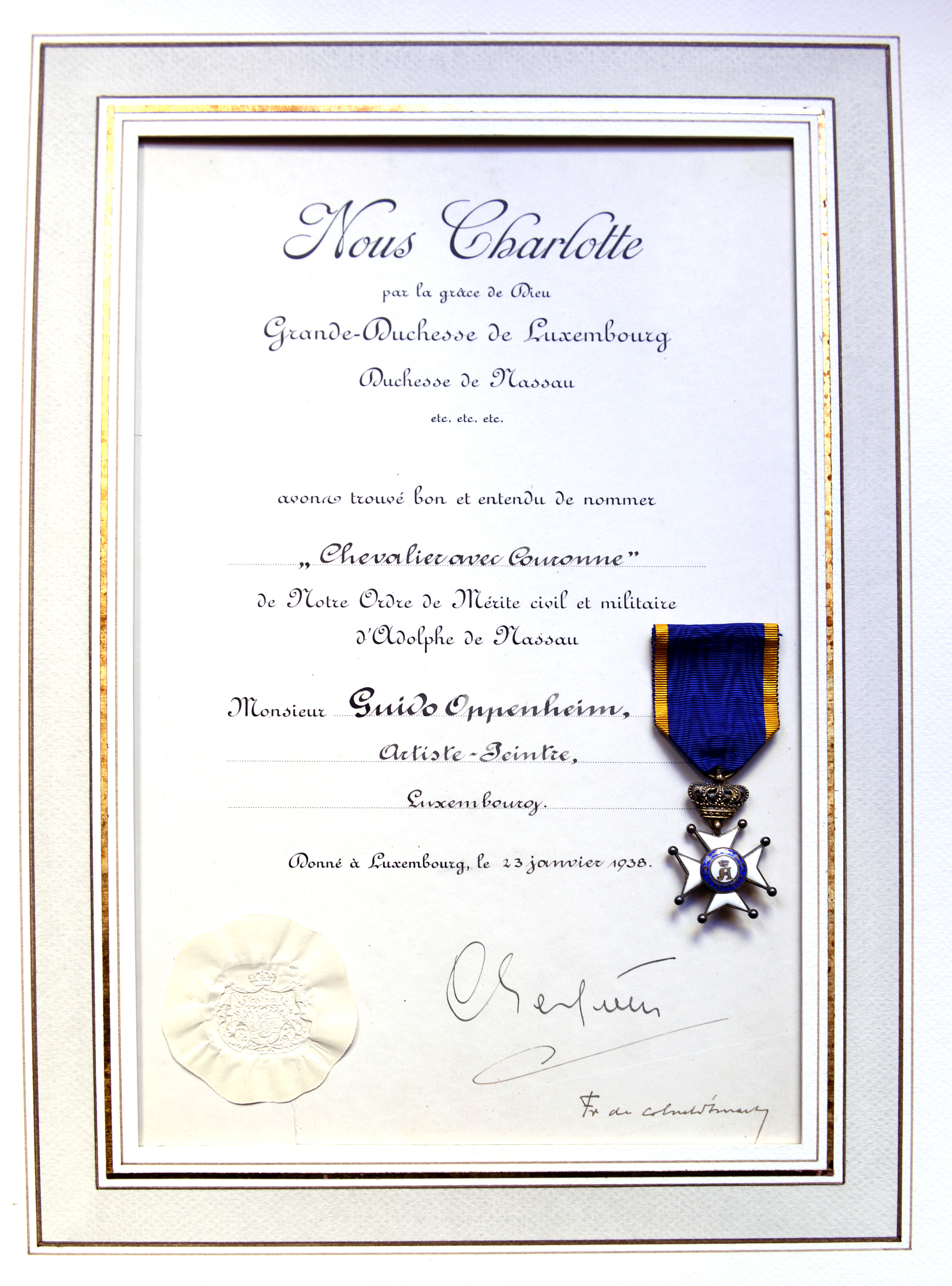
Osvědčení o udělení vyznamenání
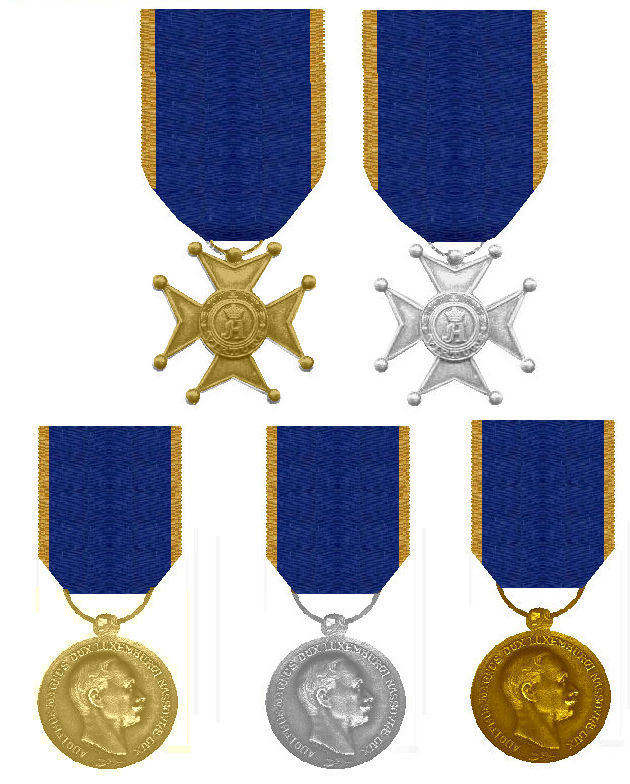
Kříže a medaile řádu

## Třídy
Řád se udílí v osmi třídách a ve dvou divizích, v civilní a vojenské.
- velkokříž – Řádový odznak se nosí na široké stuze s korunou spadající z pravého ramene na protilehlý bok. Řádová hvězda se nosí nalevo na hrudi.
- velkodůstojník – Řádový odznak se nosí na stuze s korunou kolem krku. Řádová hvězda se nosí nalevo na hrudi.
- komtur koruny – Řádový odznak se nosí na stuze s korunou kolem krku. Řádová hvězda této třídě již nenáleží.
- komtur/čestný kříž dam – Řádový odznak se v případě pánů nosí na stuze kolem krku a v případě dam na stuze uvázané do mašle nalevo na hrudi.
- důstojník koruny – Řádový odznak se nosí na stužce s korunou a rozetou nalevo na hrudi.
- důstojník – Řádový odznak se nosí na stužce s rozetou nalevo na hrudi.
- rytíř koruny – Řádový odznak se nosí na stužce s korunou nalevo na hrudi.
- rytíř – Řádový odznak se nosí na stužce bez rozety nalevo na hrudi.

velkokříž
velkodůstojník
komtur koruny
komtur
důstojník koruny
důstojník
rytíř koruny
rytíř

K řádu také náleží následující kříže a medaile, které se nosí na stužce nalevo na hrudi. Držitelé křížů ani medailí se nestávají členy řádu.
- zlatý kříž
- stříbrný kříž
- zlatá medaile
- stříbrná medaile
- bronzová medaile